# Игнатки (Белостокский повет)
Игна́тки (пол. Ignatki) — деревня в Белостокском повете Подляского воеводства Польши. Входит в состав гмины Юхновец-Косьцельны. Находится примерно в 8 км к югу от города Белостока. Рядом протекает река Неводница (приток Нарева). По данным переписи 2011 года, в деревне проживало 337 человек.
Деревня была основана в XVI веке. В 1962 году электрифицирована.